# Contea di Perkins (Nebraska)
La contea di Perkins (in inglese Perkins County) è una contea dello Stato del Nebraska, negli Stati Uniti. La popolazione al censimento del 2000 era di 3 200 abitanti. Il capoluogo di contea è Grant.